# Steunpunt Erfgoed Drenthe
Het Steunpunt Erfgoed Drenthe was een organisatie in de Nederlandse provincie Drenthe met als taak om Drentse gemeenten te ondersteunen bij het vormgeven van beleid op het gebied van cultuurhistorie (monumenten, archeologie en cultuurlandschap). Het steunpunt was bedoeld voor ontwikkeling en uitwisseling van kennis en de uitvoering van provinciale financieringsregelingen voor provinciale monumenten. 
Sinds 1 april 2015 is het steunpunt ondergebracht bij Het Drentse Landschap.

## Per provincie
In principe heeft elke provincie een  steunpunt cultureel erfgoed, een onafhankelijk instituut voor cultureel erfgoed in die provincie. Het biedt gemeenten hulp bij het vormgeven van cultuurhistorisch beleid en de ruimtelijke inpassing hiervan. Ook ondersteunt het particulieren. Onder cultureel erfgoed vallen archeologische objecten, monumenten en cultuurlandschap. De steunpunten zijn soms geïntegreerd met andere provinciale instanties, zoals de provinciale erfgoedinstelling.